# Гравжишки
Гравжишки (бел. Гра́ўжышкі) — агрогородок в Ошмянском районе Гродненской области Белоруссии. Административный центр Гравжишковского сельсовета. Население 427 человек (2009).

## География
Деревня расположена в 12 км к юго-западу от города Ошмяны. Через деревню проходит шоссе Р-146 Ошмяны — пограничный переход «Клевица — Уряляй». В 9 км к юго-западу от Гравжишек проходит граница с Литвой, деревня находится в приграничной зоне Республики Беларусь.

## Этимология
Известны современные литовские одноименные фамилии Grauža, Graužas, Graužis, Graužys. Они могут быть связаны с литовским graužti "грызть" и типологически соответствовать белорусской фамилии типа Огрызка.
Согласно легендарному рассказу "Хроники Быховца", Гравжишки были основаны литовцем на имени Гроужис ("Гровжис"). Гроужис, Грумпис и Эйкшис, согласно тексту Хроники, прибыли на восток вместе с Гердивиллом, сыном Монтвилла, легендарного князя литовской Жемайтии. Гердивилл основал Новогрудок и потом Гродно. Грумпис основал Ошмяны, Эйкшис — Эйшишки (Eišiškės).

## История
В письменных источниках Гравжишки впервые упоминаются в XIII веке. В 1495 году здесь основан католический приход, в 1518 году Гравжишки получили статус местечка.
Согласно административно-территориальной реформе середины XVI века поселение вошло в состав Ошмянского повета Виленского воеводства. В 1588 имение находилось во владении каштеляна витебского Мельхиора Сновского, в конце XVI века — каштеляна мстиславского Станислава Нарушевича, в XVII—XVIII веках многократно меняли владельцев.
Во второй половине XVIII века в местечке построен деревянный костёл апостолов Петра и Павла.
В результате третьего раздела Речи Посполитой (1795) деревня оказались в составе Российской империи, в Ошмянском уезде. В 1880-е в годы в городке было 22 двора, костёл, школа; регулярно проводилась ярмарка. В Первую мировую войну городок занимали немецкие войска.
В 1905 году в Граужишской волости Ошмянского уезда Виленской губернии.
В 1921—1939 годах Гравжишки были в составе межвоенной Польской Республики, где принадлежали Ошмянскому повету Виленского воеводства. В 1939 году Гравжишки вошли в состав БССР.
В 2009 году был разобран деревянный храм XVIII века, сохранилась отдельно стоящая более поздняя деревянная колокольня (конец XIX-начало XX века). В деревне действует новый католический храм, построенный в 90-е годы XX века.

В 2009 году деревня Гравжишки преобразована в агрогородок.

Местечко на старых снимках
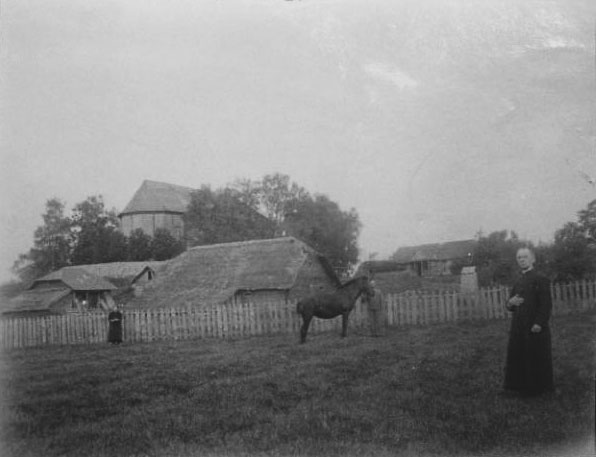
Общий вид, до 1915 г.
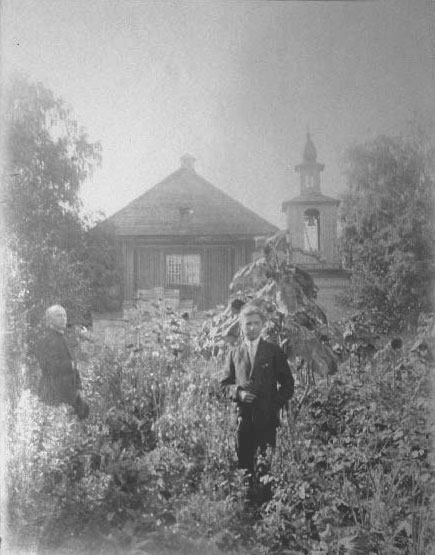
Костёл
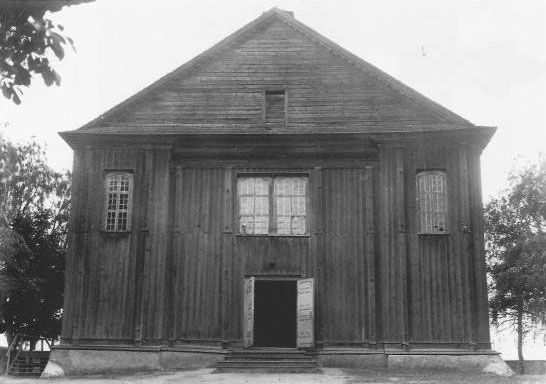
Костёл
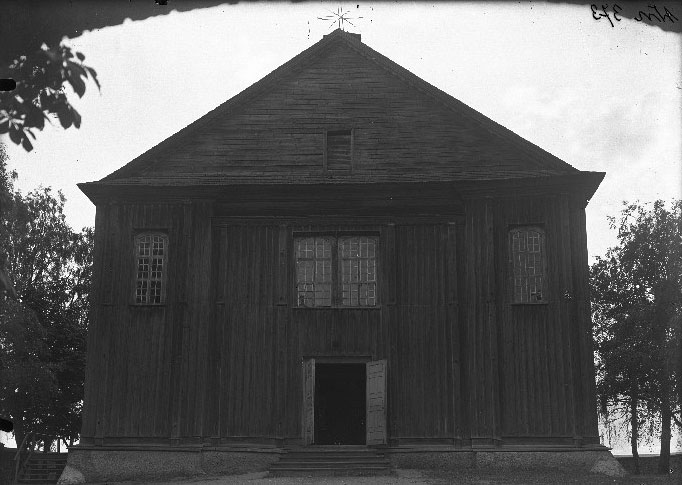
Костёл, фасад
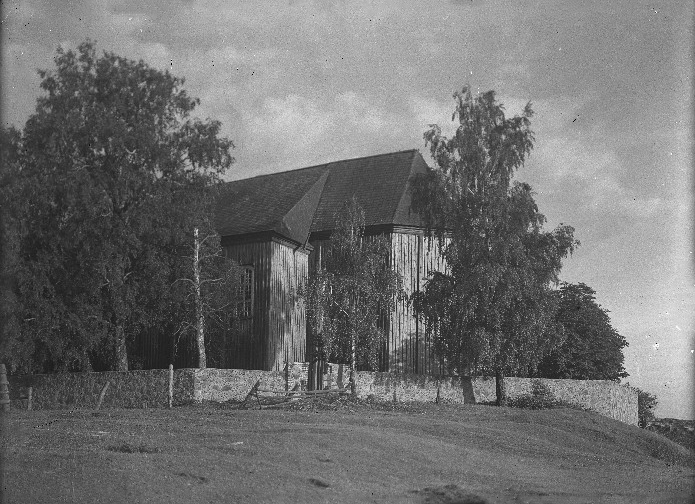
Костёл, 1930 г.
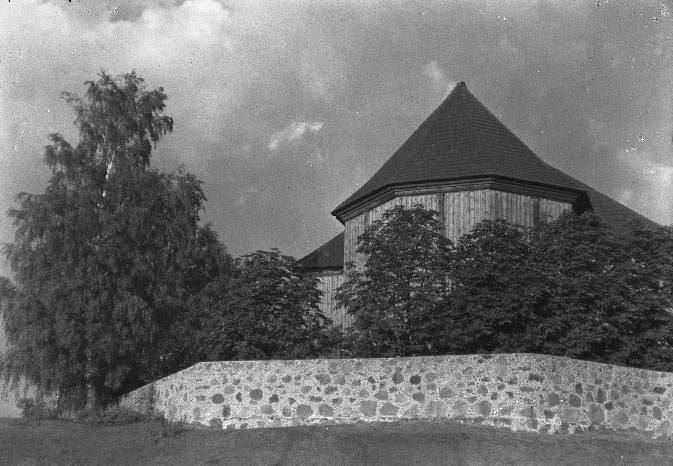
Костёл, с боку апсиды
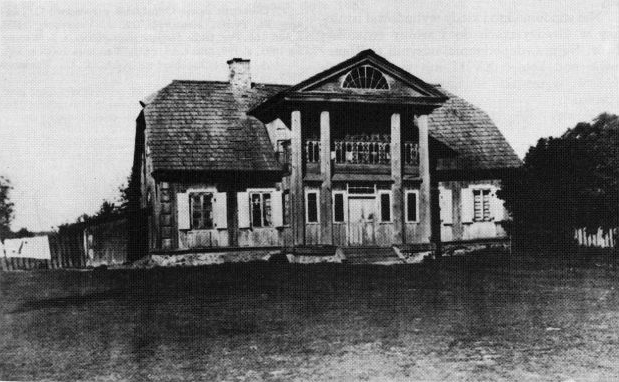
Усадьба Ромеров, до 1915 г.
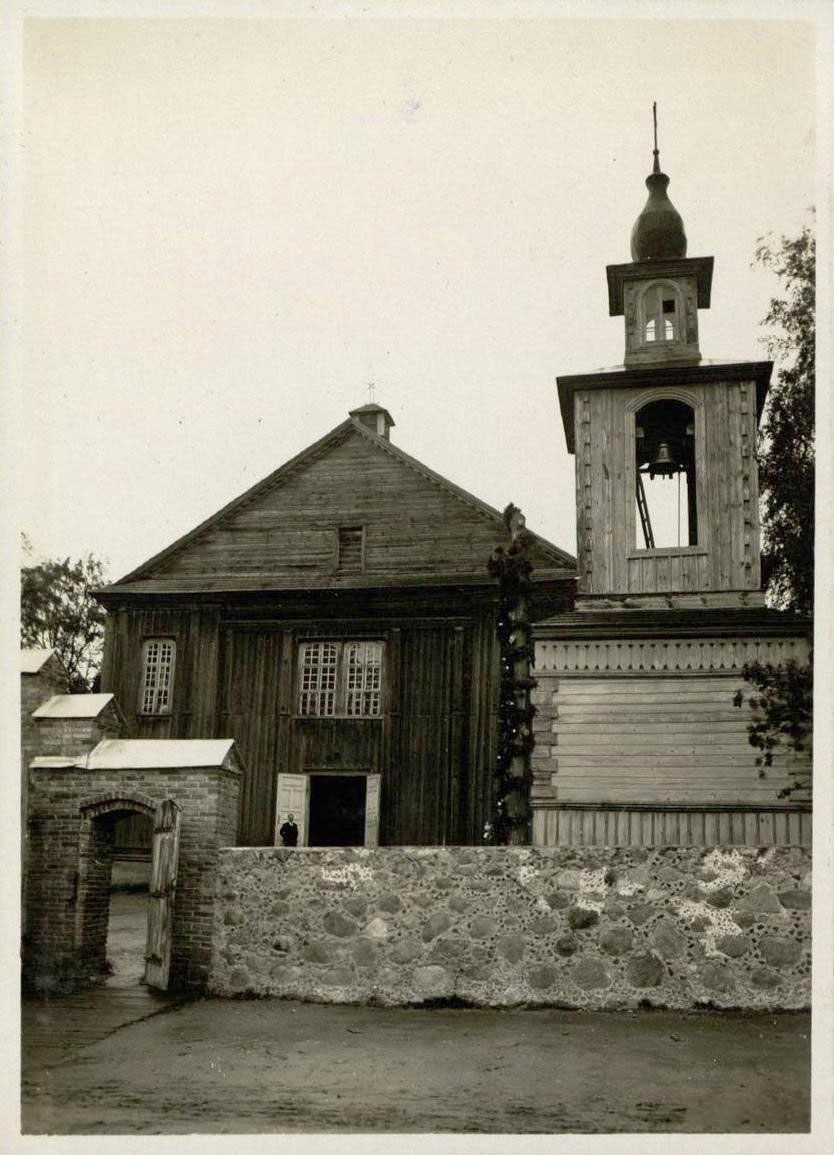
Костёл и колокольня, 1930 г.
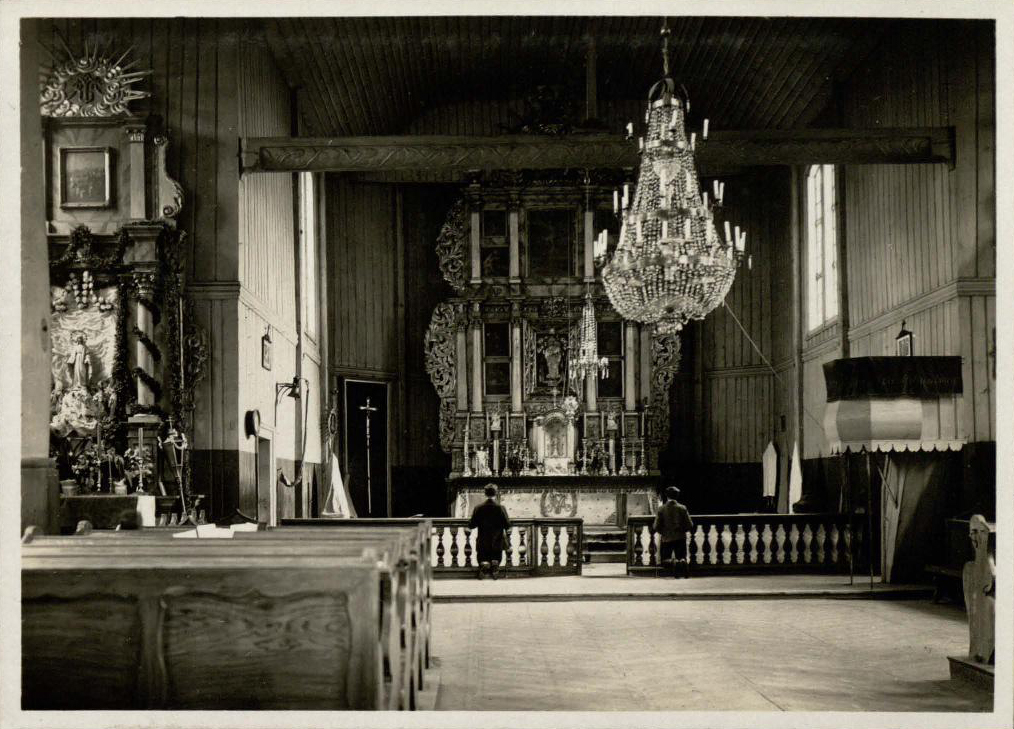
Интерьер костёла, 1930 г.
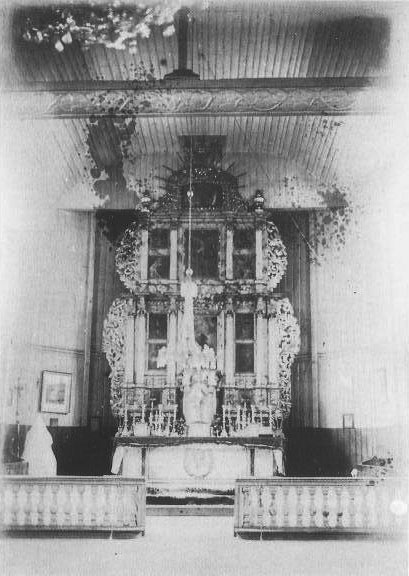
Алтарь, 1930 г.
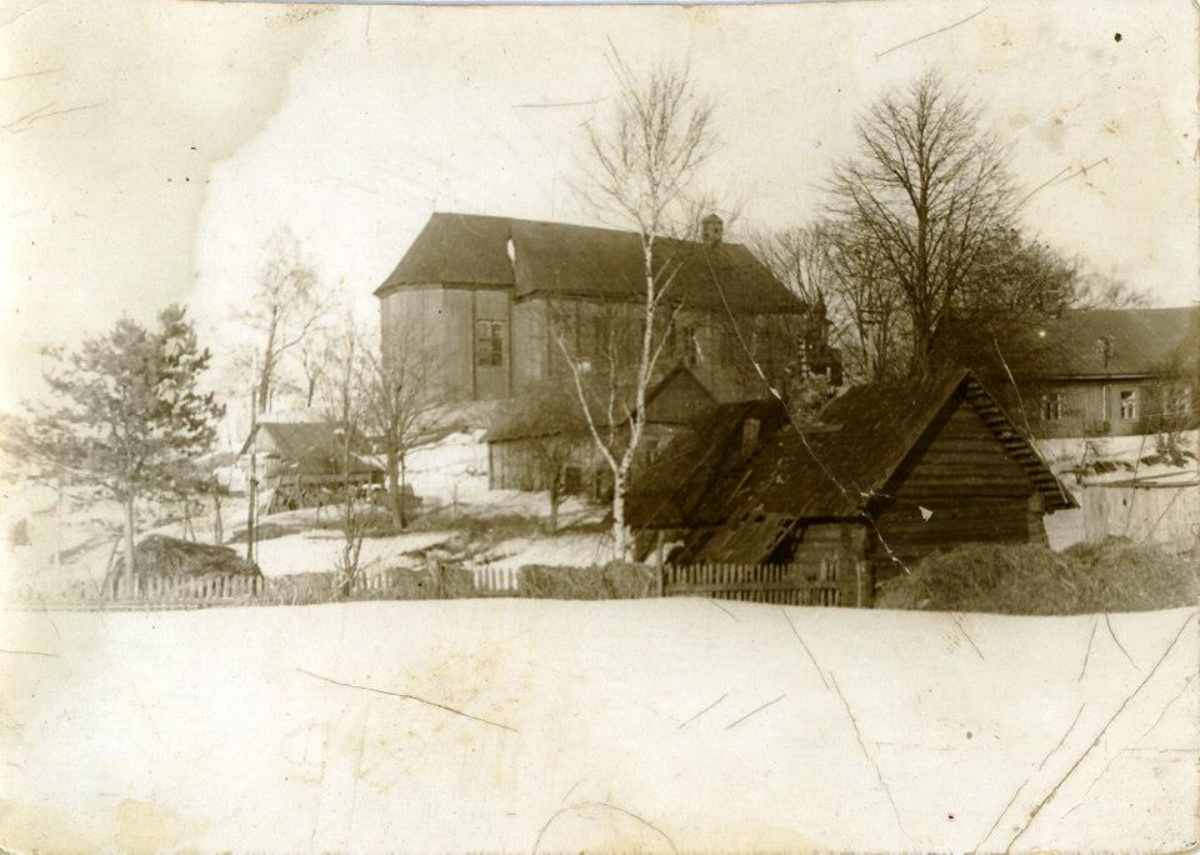
Панорама

## Население

### Численность
- 2009 год — 427 жителей

### Динамика
- 1880 год — около 230 жителей
- 1881 год — 211 жителей (98 муж. и 113 жен.)
- 1905 год — 229 жителей
- 1931 год — 361 жителей, 54 двора
- 1970 год — 271 жителей, 67 дворов
- 1993 год — 518 жителей, 190 дворов[7]
- 1997 год — 523 жителей
- 1999 год — 498 жителей (перепись населения)
- 2009 год — 427 жителей (перепись населения)

## Инфраструктура
Работают средняя школа, дошкольное учреждение, больница, почта

## Культура
- Дом культуры

## Достопримечательности
- Территория, где располагался Георгиевский костёл, в границах ограждения бывшего костёла —  Историко-культурная ценность Республики Беларусь, шифр 412Г000068
- Колокольня
- Костёл Матери Божией Розария (1992)
- Памятник Великой Отечественной войны

### Утраченное наследие
- Костел Святых апостолов Петра и Павла (XVIII в.)

## Галерея

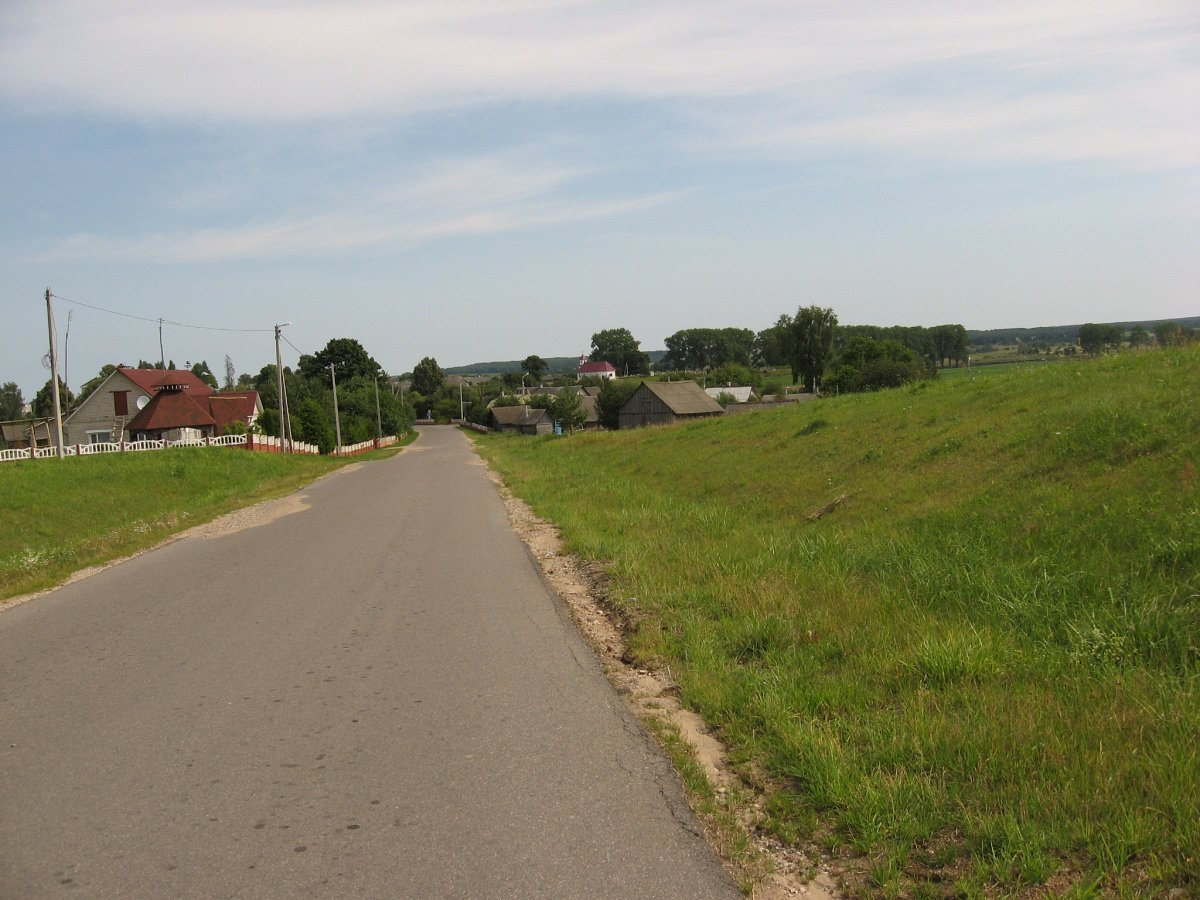
Панорама
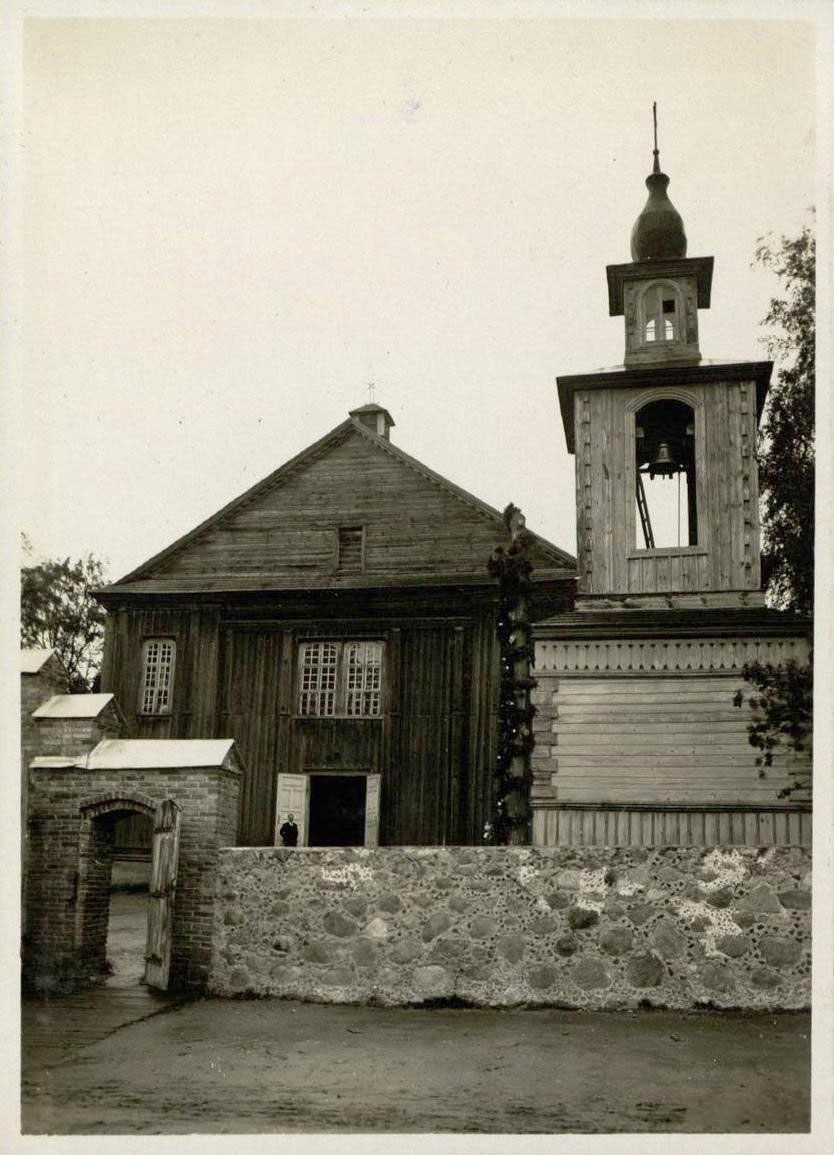
Костёл в Гравжишках. 1930 год
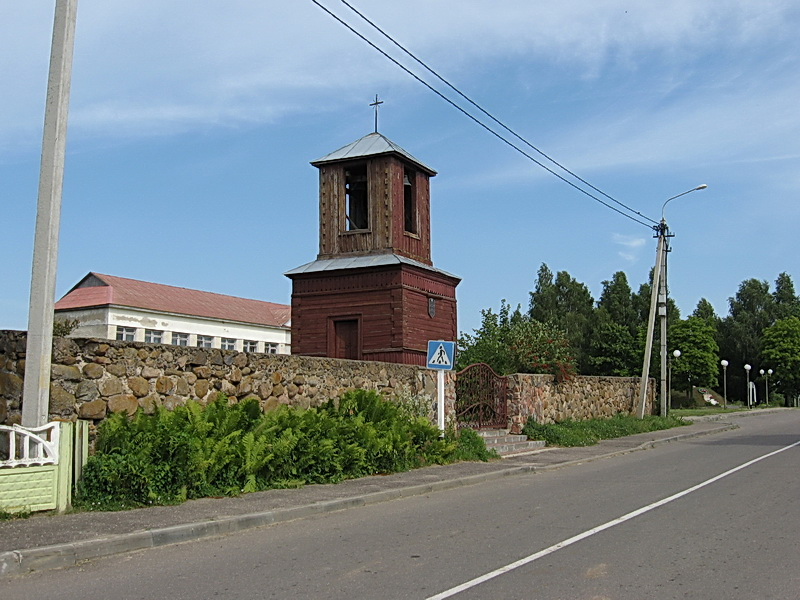
Колокольня
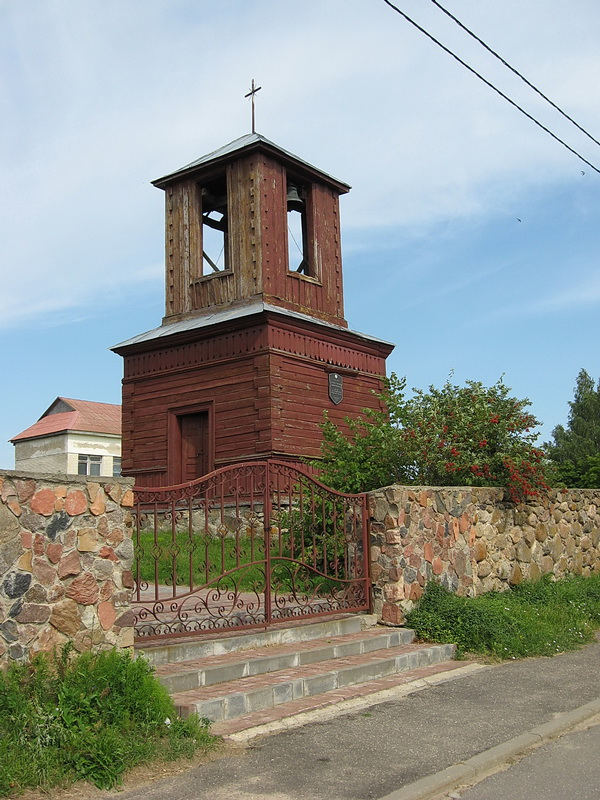
Колокольня
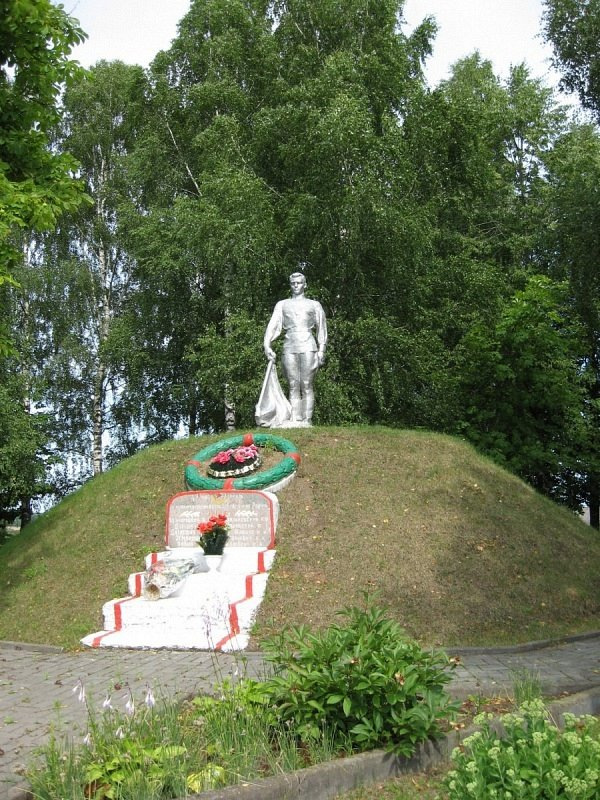
Памятник Великой Отечественной войны